# Дебют Амара
Дебю́т Ама́ра — шахматный дебют, начинающийся ходом: 1. Кg1-h3.
Относится к фланговым началам.
На Западе данное начало получило альтернативное название — «аммиачный дебют», так как нотация хода в английском языке Nh3 напоминает химическую формулу аммиака NH3.

## История
Дебют назван по имени французского шахматиста-любителя Шарля Амара, регулярно применявшего ход 1. Кg1-h3 в парижском шахматном клубе в 1930-х гг. Известный гипермодернист С. Г. Тартаковер, наблюдая за игрой Шарля Амара, оценил это нестандартное начало и включил его в свой дебютный репертуар. Дебют, однако, широкого распространения не получил и в современной шахматной практике встречается редко.

## Идеи дебюта
Современная теория считает дебют Амара «неправильным» началом, так как белый конь на поле h3 стоит пассивно. С другой стороны, если белые выберут рокировку в короткую сторону, чёрные будут стремиться разменять белопольного слона на коня h3, с тем чтобы разрушить пешечную структуру белых и раскрыть позицию короля.
Несмотря на то, что дебют Амара имеет сомнительную репутацию и не характерен для гроссмейстерских турниров, известен случай его успешного применения чемпионом мира М. Карлсеном при игре в быстрые шахматы.

## Варианты
- 1. …d7-d5 — наиболее распространённое продолжение, чёрные атакуют коня h3. Возможные продолжения:
  - 2. Кh3-f4 e7-e5 3. Кf4-d3 либо 3. Кf4-h5.
  - 2. g2-g3 e7-e5
    - 3. f2-f4 Сc8:h3 4. Сf1:h3 e5:f4 — гамбит Амара[7].
    - 3. Сf1-g2 h7-h5! 4. d2-d4! — вынуждает чёрных на размен пешек либо на продвижение 4. …e5-e4, освобождая поле f4 для белого коня.
- 1. …e7-e5
  - 2. f2-f3 d7-d5 3. Кh3-f2
  - 2. e2-e4 d7-d5 3. Фd1-h5 Кb8-c6 4. e4:d5 Фd8:d5 5. Кb1-c3 — с возможностями атаки у белых.
- 1. …Кg8-f6

## Примерная партия
- Хью Эдвард Майерс — Тирсо Альварес, 1966, Санто-Доминго[8]

1. Кg1-h3 d7-d5 2. g2-g3 e7-e5 3. f2-f4 Сf1:h3 4. Сc8:h3 e5:f4 5. 0—0 f4:g3 6. e2-e4 g3:h2+ 7. Крg1-h1 d5:e4 8. Кb1-c3 Кg8-f6 9. d2-d3 e4:d3 10. Сc1-g5 d3:c2 11. Фd1-f3 Сf8-e7 12. Фf3:b7 Кb8-d7 13. Сh3:d7+ Кf6:d7 14. Сg5:e7 Крe8:e7 15. Кc3-d5+ Крe7-f8 16. Кd5:c7 Кd7-c5 17. Кc7-e6+ Кc5:e6 18. Фb7:f7× 1-0.